# Dinolestes lewini
Dinolestes lewini (Smith e Griffith, 1834) è un pesce osseo marino, unico appartenente alla famiglia Dinolestidae.

## Descrizione
L'aspetto di questo pesce è abbastanza simile a quello dei barracuda, con corpo allungato e mascelle allungate e appuntite armate di denti in parte caniniformi. La mandibola è sporgente rispetto alla mascella. Due pinne dorsali ben separate, la prima piccola, con raggi spinosi, la seconda più lunga con un solo raggio spiniforme e il resto molli. La pinna anale è più lunga della seconda dorsale e ha un breve raggio spinoso. Le scaglie coprono interamente la testa. La linea laterale si estende alla pinna caudale.
La taglia massima nota è di 84 cm.

## Distribuzione e habitat
Endemico dell'Australia meridionale a nord fino al Nuovo Galles del Sud. Vive in acque basse su fondi scogliosi, soprattutto in ambienti riparati come golfi e baie.

## Biologia
Gregario, forma banchi.

### Alimentazione
Predatore. Preda pesci.